# Hermann Wittig
Hermann Friedrich Wittig (født 31. december 1819 i Berlin, død 28. marts 1891 sammesteds) var en tysk billedhugger.
Wittig var elev af akademiet i Berlin, hans fødeby, og af Friedrich Tieck, studerede i Rom 1846—1848, derefter i Paris. Han har blandt andet skabt Krigernes afsked (Berlins Königsbrücke) og gavlgruppen på Berlins Nationalgalleri: Germania beskytter billedkunsterne (efter udkast af Moritz von Schultz).